# Femme fatale/Finché si è giovani
Femme Fatale è un 45 giri datato 1985 della popolare cantante pop-rock italiana Rettore, facente parte del secondo ed ultimo album inciso per la casa discografica CGD, intitolato, in onore di una famosa discoteca newyorkese, Danceteria.

## Descrizione
Il brano, firmato dalla stessa Rettore e musicato dal fido Claudio Rego, ha per lato B Finché si è giovani, a sua volta scritta a quattro mani dalla coppia. Femme Fatale, presentato in anteprima all'interno dello show di Raiuno Serata d'Onore e nel corso della manifestazione musicale Saint Vincent Estate, ottiene un discreto successo commerciale, rimanendo in classifica da giugno a settembre e stazionando a ridosso della top ten per diverse settimane, raggiungendo il 19º posto.
Nel presentarlo Rettore, con un look d'effetto ispirato alle dive della vecchia Hollywood del tipo Greta Garbo, ricorre a trucchi scenografici di grande impatto, con un gioco di luci fluorescenti coloratissime. Durante tutto il periodo di promozione, Rettore si avvale nuovamente (già lo aveva fatto nei suoi precedenti grandi successi) dell'apporto coreografico di Riziero Emidi, che balla sul palco insieme a lei.

## Tracce
Testi di Rettore, musiche di G. Solera, L. Bencker, W. Zweifel.
1. Femme Fatale
2. Finché Si È Giovani

Testi di Rettore, musiche di G. Solera, L. Bencker, W. Zweifel.
1. Femme Fatale
2. Finché Si É Giovani